# Poesia de Portugal
A poesia portuguesa tem raízes recuadas, ainda antes da afirmação da nacionalidade, e esteve na generalidade sempre presente durante toda a história literária e cultural de Portugal, tendo representado os diversos movimentos artísticos, filosóficos, mas também revolucionários, pelos quais o povo e as elites literatas atravessaram.

## Poesia arábica em território nacional
Entre os árabes, enquanto estes povoavam o território que mais tarde viria a ser Portugal, encontramos um punhado de poetas de grande valor, o que era constante, aliás, na civilização islâmica da altura, muito dedicada à poesia. Almutâmide (rei do Taifa de Sevilha), ibne Bassame (em Santarém, na altura chamada Xantarim), Abenamar e ibne Harbum (de Silves) são alguns exemplos. Ibn Darraj al-Qastalli, nascido em Cacela Velha, no século X, é considerado o maior poeta árabe do seu tempo.

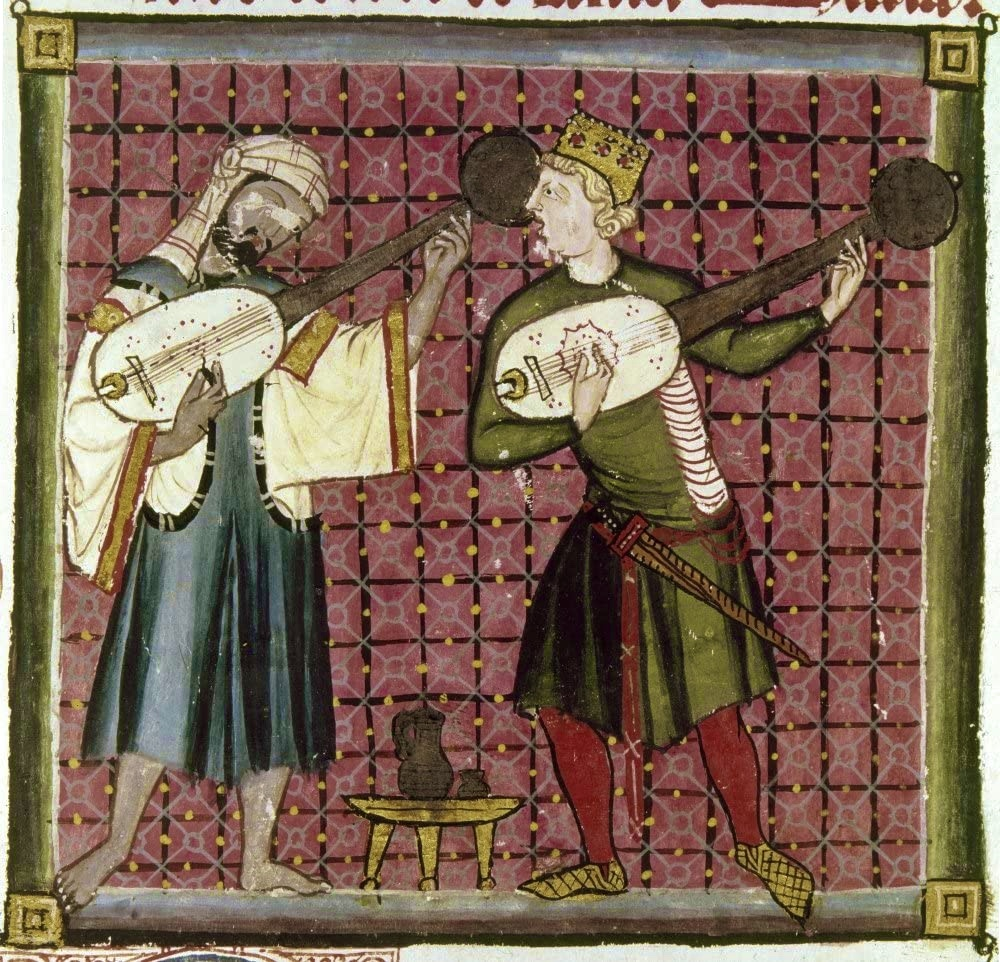
Um músico muçulmano e um cristão, num manuscrito medieval.

## Poesia na Idade Média cristã
Segundo a base de dados Littera, "as cantigas trovadorescas galego-portuguesas são um dos patrimónios mais ricos da Idade Média peninsular. Produzidas durante o período, de cerca de 150 anos, que vai, genericamente, de finais do século XII a meados do século XIV, as cantigas medievais situam-se, historicamente, nas alvores das nacionalidades ibéricas, sendo, em grande parte contemporâneas da chamada Reconquista cristã, que nelas deixa, aliás, numerosas marcas." Segundo Carolina Michaelis de Vasconcelos, pensa-se que a mais antiga poesia galaico-portuguesa seja de 1189 (ou 1198) e tenha tido como autor Paio Soares de Taveirós. Conhecida como "cantiga da Ribeirinha" ou "cantiga da garvaia", começa assim:
"No mundo non me sei parelha
mentre me for, como me vay,
ca já moiro por vós..." 
Os principais géneros da poesia galego-portuguesa profana são as cantigas de amor (canto em voz masculina, de influência provençal, tratando do amor cortês), as cantigas de amigo (canto em voz feminina, de tradição autóctone, geralmente com refrão e/ou estrutura paralelística) e a cantigas de escárnio e maldizer (cantiga satírica). Junto três géneros principais, os trovadores (poetas/músicos originários da nobreza) e jograis (oriundos do povo) cultivaram também outros géneros (mas em muito menor escala) como a tenção (disputa dialogada), o pranto (lamento pela morte de alguém), o lai (composição narrativa sobre a matéria de Bretanha) ou a pastorela (narrativa de um encontro entre o trovador e uma pastora). Foram compiladas em antologias manuscritas, a que se deu o nome de Cancioneiros. Podemos fazer referência a alguns dos mais importantes:
- Cancioneiro da Ajuda - Compilado em Portugal no final do século XIII ou no princípio do século XIV.
- Cancioneiro da Vaticana - Compilado em Itália no fim do século XV ou no princípio do século XVI.
- Cancioneiro Colocci-Brancutti ou Cancioneiro da Biblioteca Nacional - Compilado em Itália no fim do século XV ou no princípio do século XVI.

Existe uma época da história desta poesia, considerada como uma idade de ouro, que compreende um período afonsino (de 1240 a 1280), com os reinados de Afonso X de Castela (autor das Cantigas de Santa Maria) e de Afonso III de Portugal. Segue-se o período dionisíaco, com o reinado de D. Dinis (filho de Afonso III). O seu filho bastardo, Dom Pedro, Conde de Barcelos (que morre em 1354), autor de algumas cantigas que encerram um período de florescimento poético.

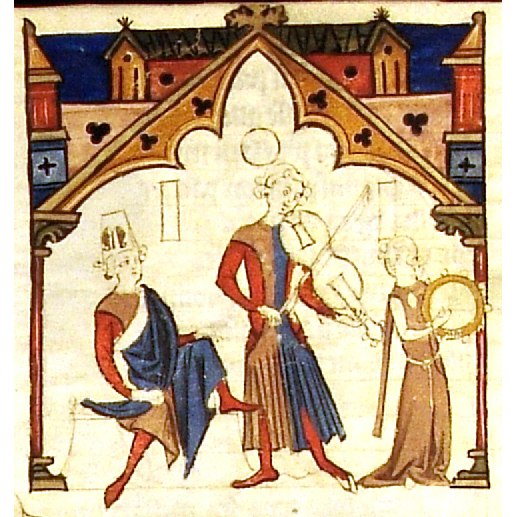
Trovadores: imagem do Cancioneiro da Ajuda, século XIII

A poesia galego-portuguesa passa, então, por um período de decadência, desde fins do século XIV e ao longo do século XV. A par desta poesia lírica, outros jograis divulgavam as gestas (canções de gesta), poemas de cariz épico e hagiográfico, muitas vezes utilizadas como fontes de informação para os cronistas da época. Alguns estudiosos desta manifestação cultural, como António José Saraiva, Lindley Cintra e Diego Catalán acreditam que terá existido um poema épico, cantado pelos jograis, onde se narrariam os feitos de D. Afonso Henriques. Transmitido oralmente, parece ter servido de mote para cronistas portugueses e castelhanos, que a transformaram em prosa (a forma poética tem também a função de tornar mais fácil de memorizar os longos relatos). O Romanceiro português alia o épico ao lírico nos seus romances bastante diversificados.
O alaúde era um instrumento muito usado na época.

## Renascimento e Maneirismo

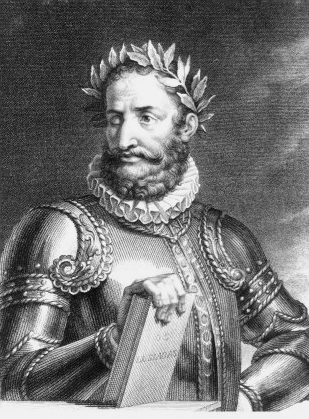
Luís de Camões

Após o desaparecimento do trovadorismo galego-português nos fins do século XIV e início do século XV, forma-se uma escola castelhano-portuguesa (escrevendo-se nos dois idiomas emergentes). Será Garcia de Resende a efectuar a compilação desta produção poética no seu Cancioneiro Geral, em 1516. Os poetas portugueses representados neste cancioneiro demonstram algum conhecimento de outras poéticas: Dante Alighieri, Petrarca, Juan de Mena, Marquês de Santillana, além de autores do classicismo romano. Os géneros mais populares são o vilancete, a cantiga de glosar, a trova e a esparsa, poesias sobretudo de temas amorosos e melancólicos, mas também com uma filão satírico, cultivadas nos serões palacianos, onde prepondera o verso de sete sílabas (a redondilha maior).
Gil Vicente e Francisco de Sá de Miranda marcam, na poesia, o verdadeiro início do Renascimento em Portugal, onde também se destaca António Ferreira. Luís Vaz de Camões é, contudo, o vulto maior da poesia portuguesa. Os Lusíadas, 1572 é o poema nacional por excelência. Não se deve, porém, esquecer a sua poesia lírica, a todos os níveis incomparável, reunida nas Rimas, postumamente, em 1595.
É com Camões que se faz, também, a nível de estilo e conteúdo, passagem para o Maneirismo, de uma poesia melancólica e de profundo questionamento existencial que já se verifica em Camões (onde a temática do exílio, na sua lírica, e a crítica aos aspectos menos heróicos de Portugal, como o "gosto d'hua austera, apagada e vil tristeza", n'Os Lusíadas, já faz entrever). Diogo Bernardes, Vasco Mouzinho de Quevedo, Baltasar Estaço, D. Manuel de Portugal, Sá de Miranda e Francisco Rodrigues Lobo são alguns dos nomes mais importantes deste período que irá desembocar no Barroco.
Virgílio, Horácio, Ovídio e Petrarca são os poetas mais admirados pelos autores renascentistas e maneiristas. De Petrarca tiraram a inspiração para a construção dos versos - é, vindo de Petrarca, através de Sá de Miranda, que chega a Portugal a "medida nova", isto é, o decassílabo, que pode ser heróico ou sáfico, quanto aos acentos rítmicos, e que costuma ser utilizado com o seu "verso quebrado", isto é, o hexassílabo. Das Rimas (também chamado Il Canzoniere) de Petrarca, adoptaram os vates portugueses as seguintes formas poéticas - soneto, sextina, terceto, oitava e a estância.

## Barroco
Do apogeu do Barroco, salientam-se as obras de Francisco Manuel de Melo e Jerónimo Baía. Foi, também um período de grande produção épica: Sucesso do Segundo Cerco de Diu (1584), de Jerónimo Corte-Real, A Elegíada (1588), de Luís Pereira Brandão, Ulisseia ou Lisboa Edificada (1636), de Gabriel Pereira de Castro, Malaca conquistada (1634), de Francisco de Sá de Meneses, Ulissipo (1640), de António de Sousa de Macedo, Afonso Africano (1611) de Vasco Mouzinho de Quebedo.
Luis de Góngora, na Espanha, a par com Francisco de Quevedo, é o modelo a imitar, no que diz respeito à poesia Barroca. Os poetas portugueses da altura, como Jerónimo Baía, Barbosa Bacelar e D. Tomás de Noronha (entre muitos anónimos), sem o mesmo brilho dos mestres espanhóis, glosam, então, num virtuosismo formal intrincado, os temas da Morte, e da inconstância da Sorte e da Fortuna, transmitindo um sentimento que marcava, também, a religião na Península Ibérica, na altura.

## Arcadismo

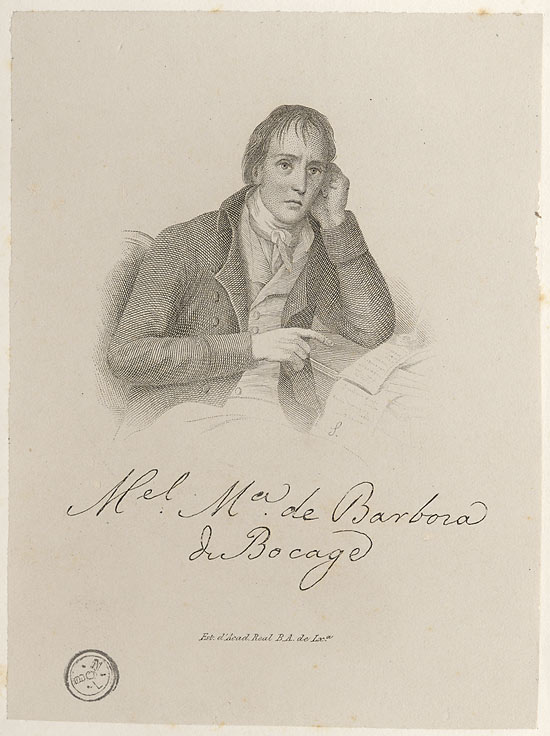
Manuel Maria Barbosa du Bocage (1765 – 1805), poeta português.

Como reacção ao Barroco, seguindo o lema Inutilia truncat (cortar o inútil) o Neoclassicismo, inspirado nos modelos gregos e latinos (e no próprio Renascimento), inicia-se com Pedro António Correia Garção (pseudónimo arcádico: Córidon Erimanteu), na segunda metade do século XVII. A Arcádia Lusitana vai ser o movimento poético mais importante desta época até à primeira metade do século XIX, reunindo os nomes de Francisco Manuel do Nascimento (mais conhecido pelo pseudónimo arcádico Filinto Elísio), Manuel Maria Barbosa Du Bocage, Correia Garção, Reis Quita, Francisco Joaquim Bingre, Marquesa de Alorna, José Anastácio da Cunha, José Agostinho de Macedo, Nicolau Tolentino de Almeida, António Dinis da Cruz e Silva, entre outros.
A poesia desta época pretende seguir os preceitos de harmonia e simplicidade literária, tal como o recurso à mitologia clássica como ornamentação poética, o bucolismo, uma versificação cuidada, o emprego de verso branco (decassílabo heróico e o seu quebrado, o hexassílabo), de modo a imitar a poesia greco-latina (que não usava rima) e de formas poéticas antigas - a epopeia, a tragédia, a écloga, a ode horaciana, a epístola, etc. - tudo isto seguindo a teoria elaborada na Poética de Aristóteles e, sobretudo, na Epístola aos Pisões de Horácio.

## Romantismo
Pode-se dizer que o Romantismo tem início em Portugal com a publicação do poema Camões (1825), da autoria de Almeida Garrett, que fora educado pelo seu tio, D. Alexandre, bispo de Angra, nos preceitos da literatura neoclássica e arcadista, o que se faz sentir nas suas primeiras obras, de sabor assumidamente neoclássico. O próprio autor confessa, no prefácio de Camões, que se recusou a seguir os princípios da poesia épica enunciados por Aristóteles e Horácio, rompendo com a corrente neoclássica. Almeida Garrett participara na revolução liberal de 1820, de seguida fora para o exílio na Inglaterra em 1823, após a Vila-francada, e depois em França. Foi no exílio que tomou contacto com o movimento romântico, descobrindo Victor Hugo, Lamartine, Shakespeare, Walter Scott, Byron e outros autores e visitando castelos feudais e ruínas de igrejas e abadias góticas, vivências que se reflectiriam na sua escrita. Apresentou, em 1838, Um Auto de Gil Vicente, na tentativa de lançar alicerces a um novo teatro nacional, isento de influência clássica e estrangeira. Mas a sua obra prima seria Frei Luís de Sousa (1843), denominado pelo próprio como "drama romântico" e aclamado como obra excepcional. Também se dedicou à recolha de poesia folclórica, que resultou na publicação do Romanceiro (1843), que reunia poemas de redondilhas tradicionais, conhecidos como "romances", tratando de temas de cavalaria, hagiografia, cruzadas, amor cortês, etc. A transição para o Romantismo também se pode notar no facto de ter escrito os romances Helena, O Arco de Sant'Ana e Viagens na Minha Terra.

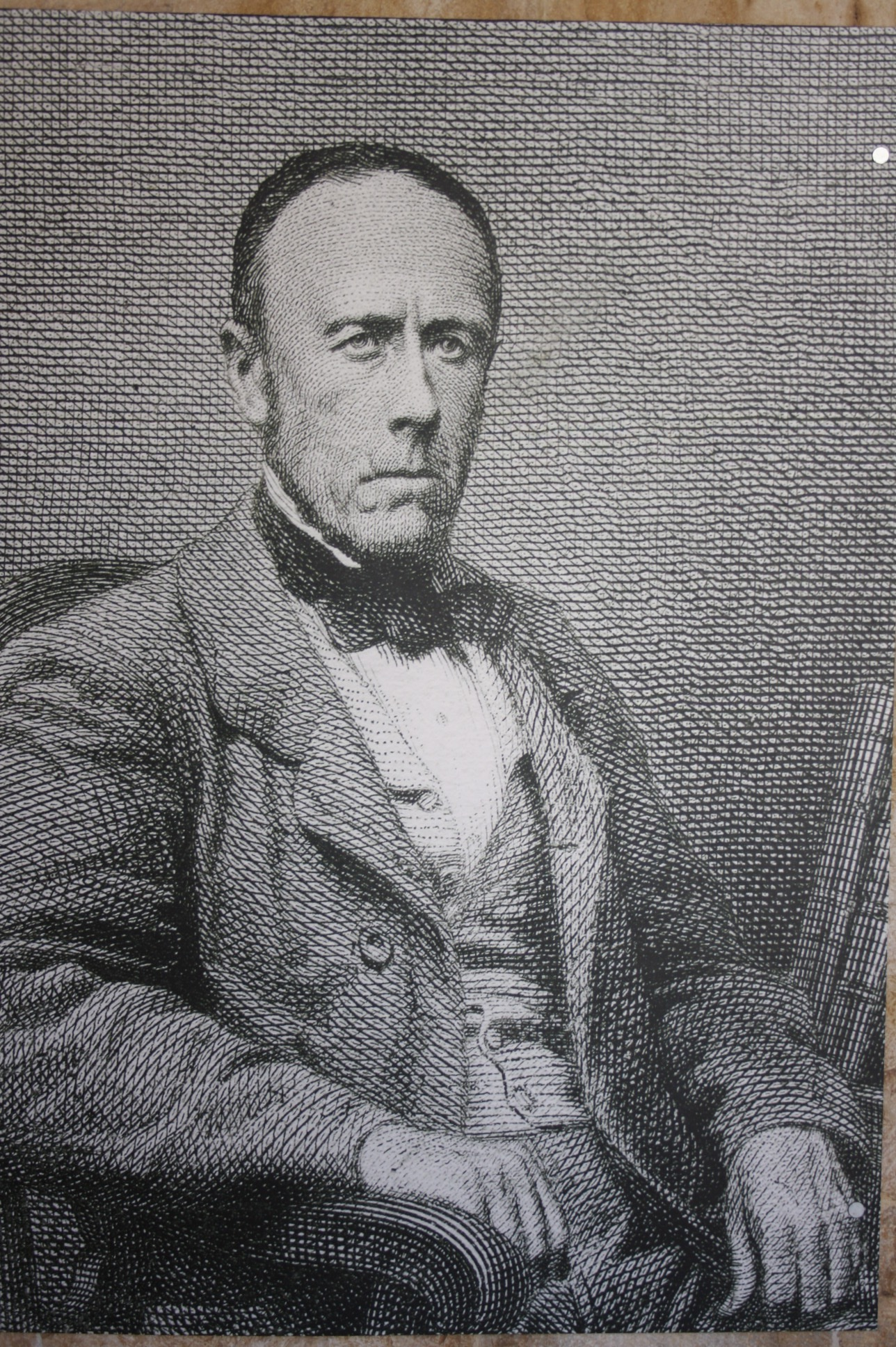
Alexandre Herculano.

Alexandre Herculano é, ao lado de Garrett, um dos chefes de fileira da primeira geração romântica portuguesa. Igualmente a Garrett, esteve exilado na Grã-Bretanha em França, pelas suas convicções liberais. Toda a sua poesia e prosa são (ao contrário de Garrett) inteiramente românticas, rejeitando as referências à mitologia e história greco-romana, procurando inspiração na Bíblia e nos poemas e nas crónicas da Idade Média, o que se sobretudo no seu livro A Harpa do Crente (1838). A sua obra é vasta e cobre diversos géneros: poesia, romance, teatro, ensaio e investigação histórica, opúsculos, nos quais resgata todo um mundo de tradições, lenda e história medieval portuguesa, especialmente em Eurico, o Presbítero e nas Lendas e Narrativas. A sua obra acusa, sobretudo, a influência de Chateaubriand, Klopstock e Walter Scott.
Segue-se a estes António Feliciano de Castilho, que trilha o caminho para o Ultrarromantismo, publica os poemas A Noite do Castelo e Os Ciúmes do Bardo (ambos em 1836) e o drama Camões. Tornou-se num poeta de renome em Portugal e um mestre para as sucessivas gerações ultrarromâncias, cuja influência não cessaria até à Questão Coimbrã. Também gerou a polémica da Questão Faustiana, dado que traduziu o Fausto de Goethe, sem sequer saber alemão, com recurso a traduções francesas.
Outros dos grandes vultos do Romantismo literário português são Camilo Castelo Branco, Júlio Dinis, Soares de Passos, Bulhão Pato e Pinheiro Chagas.

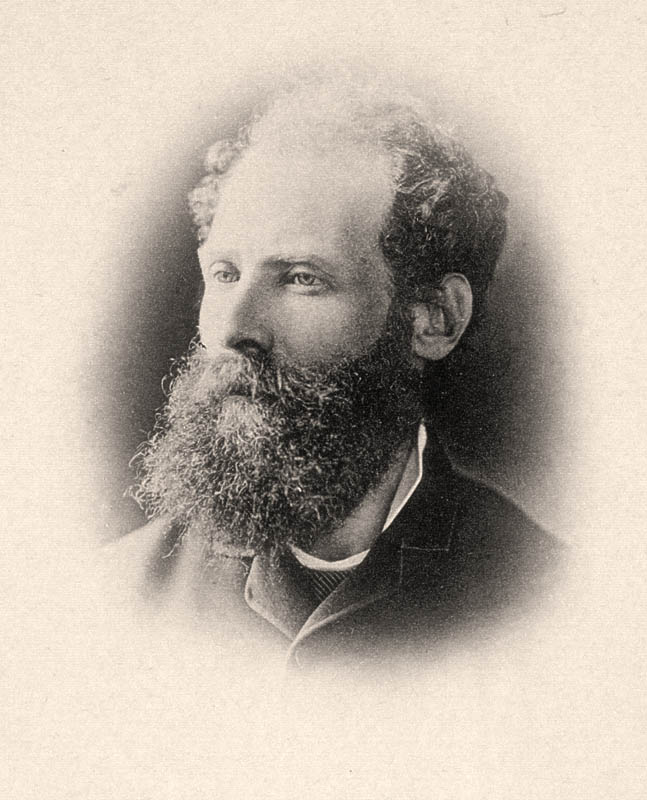
Antero de Quental (1842-1891).

## Realismo-Naturalismo, Parnasianismo e Simbolismo
O Realismo-Naturalismo afirma-se em Portugal pela Questão Coimbrã, que levou à formação da Geração de 70 (Antero de Quental, Eça de Queirós, Ramalho Ortigão, Teófilo Braga, Oliveira Martins, et al.) responsável pelas Conferências do Casino, cujo objectivo era divulgar os princípios filosóficos e artísticos do Realismo emergente.
A publicação das vanguardistas Odes Modernas de Antero de Quental terá sido "uma pedrada no charco da estagnação ultrarromântica." Ao seu lado surge Guerra Junqueiro, cuja sátira à sociedade nos livros A Morte de Dom João e A Velhice do Padre Eterno, tal como a singela descrição e louvor da vida dos camponeses humildes em Os Simples, são elementos da fundação de uma poesia que procura descrever objectivamente (e, até mesmo, irónica e satiricamente) o quotidiano.
Outros famosos poetas realistas são Gonçalves Crespo e Gomes Leal. Mas o máximo expoente do realismo-parnasianismo nacional é Cesário Verde. A sua obra, inicialmente de orientação romântica, segue uma trajectória completamente diferente, dedicando-se à descrição completa e sensorial das ruas de Lisboa, com recurso a uma adjectivação riquíssima, exuberante, à sinestesia, ao hipérbato, à hipálage, ao enjambement, à metáfora, à cuidada e harmoniosa versificação em decassílabo ou em alexandrino com rimas que fogem à vulgaridade. Sente-se a influência de Baudelaire e do impressionismo na sua escrita. O seu amigo e escritor Silva Pinto recolheu, postumamente, as suas composições, publicando-as sob o nome de O Livro de Cesário Verde, em 1887. Desses poemas, ressalta "O Sentimento dum Ocidental", a narrativa da jornada, durante uma noite, pelas ruas de Lisboa, descrevendo as classes sociais, os ofícios, as construções e inovações técnicas, etc.
Representando o Simbolismo, Camilo Pessanha, por meio da publicação da Clepsidra (1920), toma assento entre os grandes vultos da literatura. A sua poesia, de uma rica, cuidada e musical versificação, transmite a reflexão sobre uma profunda crise existencial, de uma pessoa que deseja fugir, mas incapaz de se escapar a si própria, um completo desencanto, uma linguagem fragmentada e metafórica, que o tornam um precursor do Modernismo. Companheiro simbolista, Alberto Osório de Castro, produtor de uma poesia exótica e orientalista, publica Exiladas (1895), A Cinza dos Mirtos (1906), Flores de Coral (1908) e O Sinal da Sombra (1923). Além da poesia, dedicou-se aos estudos da antropologia, da etnologia e da botânica. "É descrito como estando situado entre o decadentismo e o simbolismo, evoluindo posteriormente para um formalismo de sabor parnasiano."

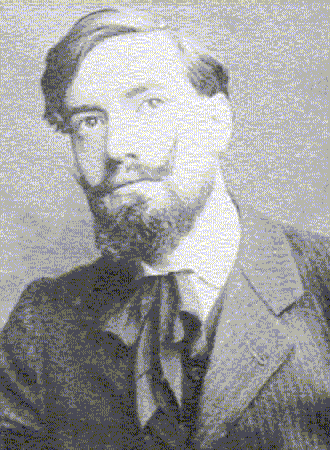
Jaime Cortesão (1884-1960)

## A Renascença Portuguesa e o Saudosismo
Encabeçada pelos poetas Jaime Cortesão e Teixeira de Pascoais, tal como o filósofo Leonardo Coimbra, a Renascença Portuguesa pretendeu, através da revista A Águia, publicado no Porto de 1910 a 1932, difundir ideias patrióticas, obedecendo ao propósito de "dar conteúdo renovador e fecundo à revolução republicana" (Jaime Cortesão).
Caracterizava-se por uma  estética neo-romântica, de criação deveria ser intuitiva, privilegiando os temas históricos ou populares e uma visão mística e animista da natureza. Impregnava-se de  bucolismo, folclorismo e sentimentalismo, procurando a  alma nacional perdida. Teixeira de Pascoaes teorizou o saudosismo como movimento literário, essencialmente poético, atribuindo à saudade amplas dimensões e profundo significado, aspirando ao ressurgimento pátrio.

## Século XX e Modernismo

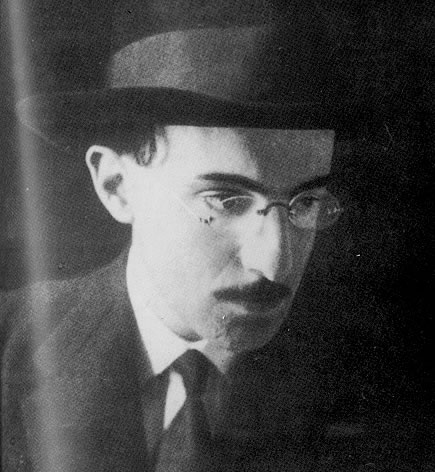
Foto de Fernando Pessoa

O futurismo viu Mário de Sá-Carneiro ser um dos seus expoentes máximos. O modernismo foi também uma forma responsável pela libertação do complexo que o povo português tinha sobre si mesmo (pelo menos no que diz respeito à poesia), principalmente graças a Fernando Pessoa (1888-1935), considerado por muitos como o segundo grande poeta Português (depois de Camões). De uma personalidade densa, único e complexo, Pessoa escreveu sob muitos nomes, e não pseudónimos, ao que denominou como heterónimos: heterónimo que tem uma personalidade única, uma forma de escrever e biografia únicas e independentes. Os mais aclamados são: Alberto Caeiro, considerado o mestre de todos eles, positivista e bucólico, Ricardo Reis, pagão e epicurista (mas com influência estoica), já Fernando Pessoa, ortónimo, vivia preso no seu labirinto interior muito ligado ao tédio e à melancolia, tendo existido também Álvaro de Campos, o futurista, e Bernardo Soares, que escreveu Livro do Desassosego. O livro intitulado Mensagem de Fernando Pessoa é considerada a sua obra prima e é composto por uma série de poemas sebastianistas.
A primeira geração modernista congregou-se à volta da Orpheu - Revista Trimestral de Literatura, publicado em Lisboa em apenas dois números, correspondentes aos primeiros dois trimestres de 1915, à qual se chamou também Geração de Orpheu, na qual participaram Fernando Pessoa, Almada Negreiros, Mário de Sá-Carneiro, António Botto, Luís de Montalvor, Ronald de Carvalho, Raul Leal, entre outros.
A segunda geração modernista expressou-se, primeiramente, através da revista Presença, em que participaram Miguel Torga, José Régio, Tomaz de Figueiredo, Irene Lisboa, João Gaspar Simões, Vitorino Nemésio de tantos nomes ilustres de essa época.

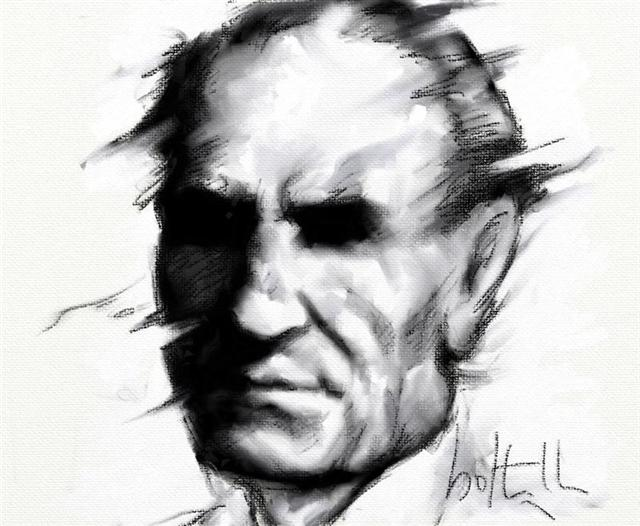
Miguel Torga, por Bottelho, 2012.

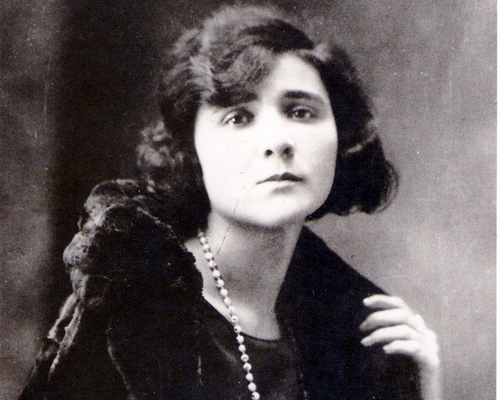
Florbela Espanca (1894-1930).

Outros nomes destacaram-se no século XX,  na poesia portuguesa, esses nomes são a título de exemplo, Florbela Espanca, Júlio Dantas, Afonso Lopes Vieira, Jorge de Sena,   Afonso Duarte, Saúl Dias, António Gedeão, Miguel Torga, Sophia de Mello Breyner Andresen, António Salvado, Carlos de Oliveira, Natália Correia, Mário Cesariny, Alexandre O'Neill, António Ramos Rosa, Albano Martins, David Mourão-Ferreira, António Manuel Couto Viana, Alberto de Lacerda, António Maria Lisboa, Rui Knopfli, Ruy Belo, João Pedro Grabato Dias, António Osório, Fernando Assis Pacheco, Luiza Neto Jorge, João Miguel Fernandes Jorge, António Franco Alexandre, Nuno Júdice, Al Berto, Luís Filipe Castro Mendes, Adília Lopes, Ana Hatherly, Herberto Helder, Luís Miguel Nava, António Franco Alexandre, Casimiro de Brito, Gastão Cruz.

## Revolução dos Cravos
Durante o período que precedeu o 25 de Abril de 1974, muitos poetas e cantores criaram obras líricas, essencialmente nas denominadas canções de intervenção. Compositores como Zeca Afonso, José Jorge Letria, José Mário Branco, Sérgio Godinho, Manuel Freire, Adriano Correia de Oliveira e Francisco Fanhais, entre outros, representam claramente o espírito e a ansiedade populares para a democracia que precedeu a revolução de abril. No entanto, os poetas que são considerados os mais influentes na arte lírica revolucionária, são, sem dúvida, Ary dos Santos e Manuel Alegre.